# Brookside (televisieserie)
Brookside is een langlopende Britse televisieserie (een zogenaamde soapserie).
De eerste aflevering van de serie werd uitgezonden op 4 november 1982. De televisieserie van Phil Redmond werd op Channel 4 uitgezonden en eindigde in 2003. Onder de hoofdrolspelers bevinden zich Paul Usher, Dean Sullivan en Ricky Tomlinson.